# Fokker F28
Die Fokker F28 Fellowship ist ein Kurzstrecken-Verkehrsflugzeug des niederländischen Flugzeugherstellers Fokker.

## Geschichte
Im Jahr 1962 wurde die F28 als Gemeinschaftsproduktion der europäischen Flugzeughersteller Fokker, Messerschmitt AG, VFW-Fokker und Short angekündigt. Fokker oblag der Bau des Rumpfbugs (mit dem Cockpit) und des Rumpfmittelteils samt Innenflügel, MBB/VFW fertigten den vorderen und hinteren Rumpf sowie das Leitwerk, der Außenflügel wurde bei Short hergestellt. Die Endmontage erfolgte auf dem Flughafen Schiphol in Amsterdam.
Das Flugzeug war ein Tiefdecker mit zwei am Heck angebrachten Rolls-Royce Spey-Triebwerken, ähnlich den Konkurrenten BAC 1-11 und Douglas DC-9. Es fanden 65 Passagiere Platz.
Der erste Prototyp flog am 9. Mai 1967, die Zulassung erfolgte 1969. Erstkunden waren LTU und Braathens, die den Flugzeugtyp 1969 in Dienst stellten. Als die Produktion 1987 eingestellt wurde, waren 241 Flugzeuge gebaut worden. Nachfolger war die Fokker 100. Mit Stand April 2015 sind insgesamt noch 20 von 241 gebauten F28 im aktiven Dienst.

## Versionen
Die erste Version -1000 wurde 1971 durch die um 2,5 Meter verlängerte -2000 für 79 Passagiere ergänzt. Die -5000 und -6000 bekamen stärkere Spey-Triebwerke und Vorflügel, es wurden zehn Exemplare dieser Version produziert. 1976 kamen die Versionen -3000 und -4000 mit verlängerten Tragflächen auf den Markt.

## Zwischenfälle
Von 1972 bis Dezember 2024 ereigneten sich 45 Totalverluste von F28. Bei 21 davon kam es zu 775 Todesopfern. Die Verlustrate des Flugzeuges betrug (bis zum Jahr 2017) 4,51 Totalverluste pro 1 Million Flüge.
Unter den seit 1960 außerhalb der Sowjetunion oder Gemeinschaft Unabhängiger Staaten konstruierten, strahlgetriebenen und in Großserie produzierten Verkehrsflugzeugen mit einem Höchstabfluggewicht von über 27.216 kg (60.000 lbs) hat die F28 die höchste Verlustrate. Berücksichtigt man in der Statistik auch in Kleinserie produzierte Maschinen mit denselben technischen Eigenschaften, liegt die F28 hinter der Concorde, bei der sich der Wert durch die geringe Anzahl an produzierten Maschinen ergibt, zumal es bei diesem Flugzeugtyp nur einen Totalverlust gegeben hat.

## Technische Daten
| Kenngröße                 | -1000                        | -2000                        | -3000                         | -4000                         |
| ------------------------- | ---------------------------- | ---------------------------- | ----------------------------- | ----------------------------- |
| max. Sitzplätze           | 65                           | 85                           | 65                            | 85                            |
| Länge                     | 27,40 m                      | 29,61 m                      | 27,40 m                       | 29,61 m                       |
| Spannweite                | 23,58 m                      | 23,58 m                      | 25,07 m                       | 25,07 m                       |
| Flügelfläche              | 76,40 m²                     | 76,40 m²                     | 78,97 m²                      | 78,97 m²                      |
| Flügelstreckung           | 7,3                          | 7,3                          | 8,0                           | 8,0                           |
| max. Startmasse           | 29.485 kg                    |                              | 33.110 kg                     | 33.110 kg                     |
| max. Reisegeschwindigkeit | 849 km/h                     |                              | 843 km/h                      | 843 km/h                      |
| Dienstgipfelhöhe          | 10.675 m                     | 10.675 m                     | 10.675 m                      | 10.675 m                      |
| Reichweite                | 2.000 km                     | 1.350 km                     | 2.743 km                      | 1.900 km                      |
| Triebwerke                | 2× Rolls-Royce Spey MK555-15 | 2× Rolls-Royce Spey MK555-15 | 2× Rolls-Royce Spey MK555-18H | 2× Rolls-Royce Spey MK555-18H |

## Militärische Nutzer
Argentinien
 Elfenbeinküste
 Ecuador
 Gabun
 Ghana
 Indonesien
 Kambodscha
 Kolumbien
 Malaysia
 Niederlande
 Peru
 Philippinen
 Tansania
 Togo

## Zivile Nutzer

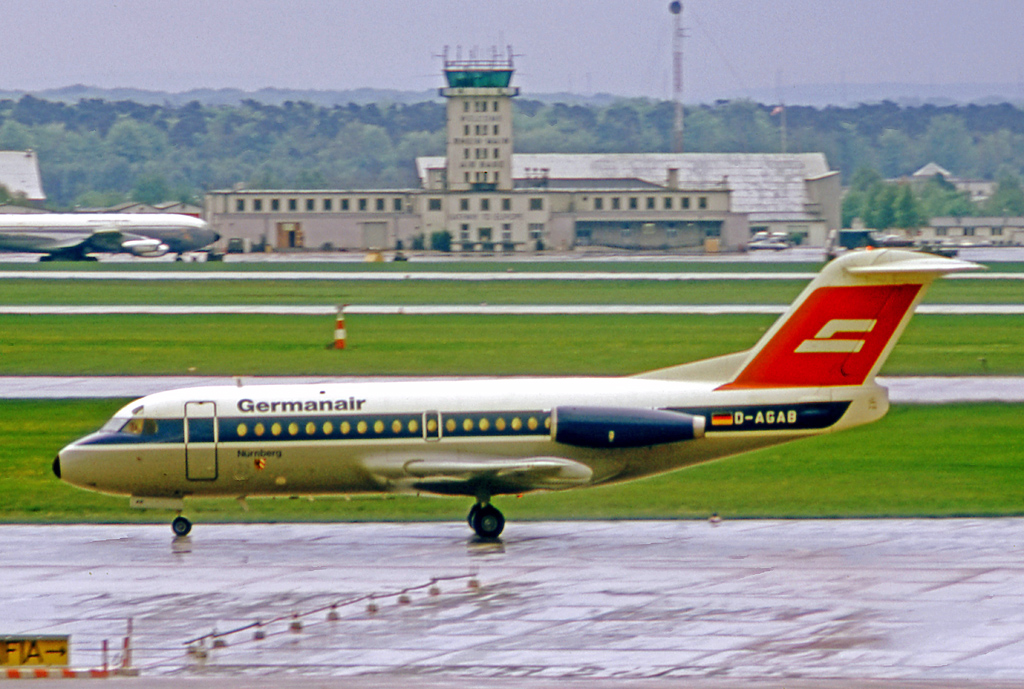
Eine Fokker F28-1000 der Germanair

In Deutschland wurde die F28 von folgenden Fluggesellschaften eingesetzt:
- Aviaction
- Cimber Air
- Germanair
- LTU

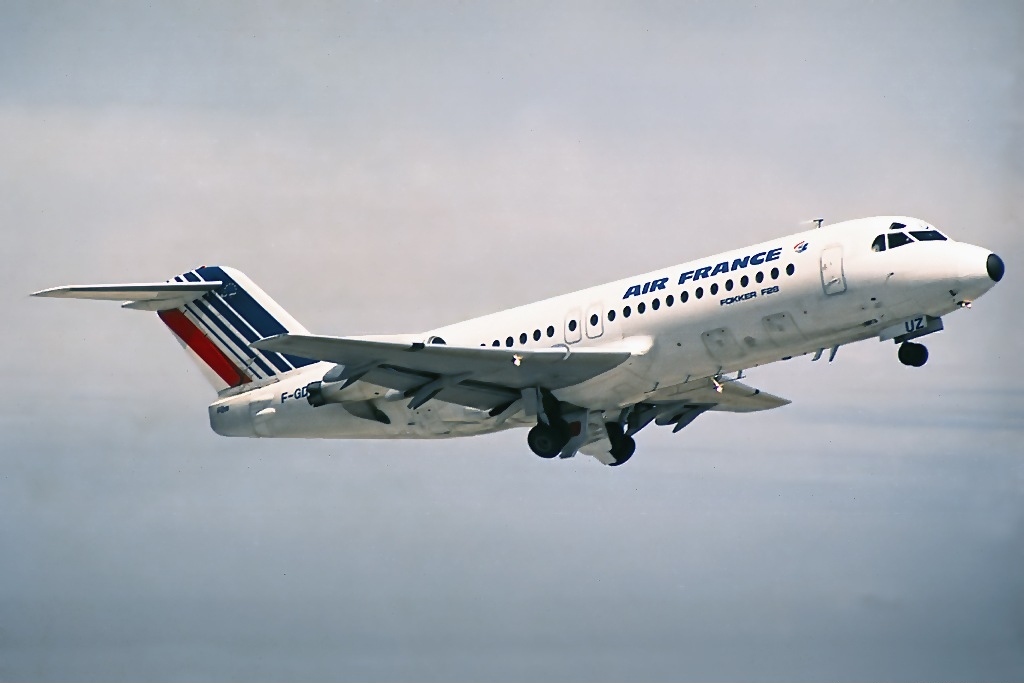
Eine Fokker F28-4000 der Air France, betrieben durch Transport Aérien Transrégional

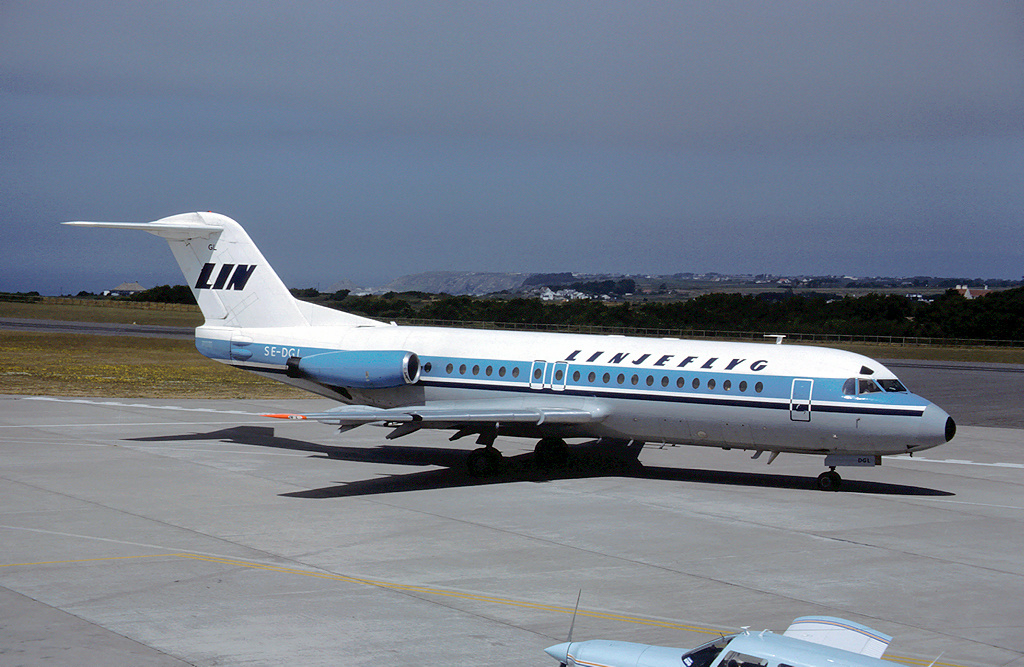
Eine Fokker F28-4000 der Linjeflyg

Folgende Fluggesellschaften hatten die Fokker F28 außerdem im Betrieb:

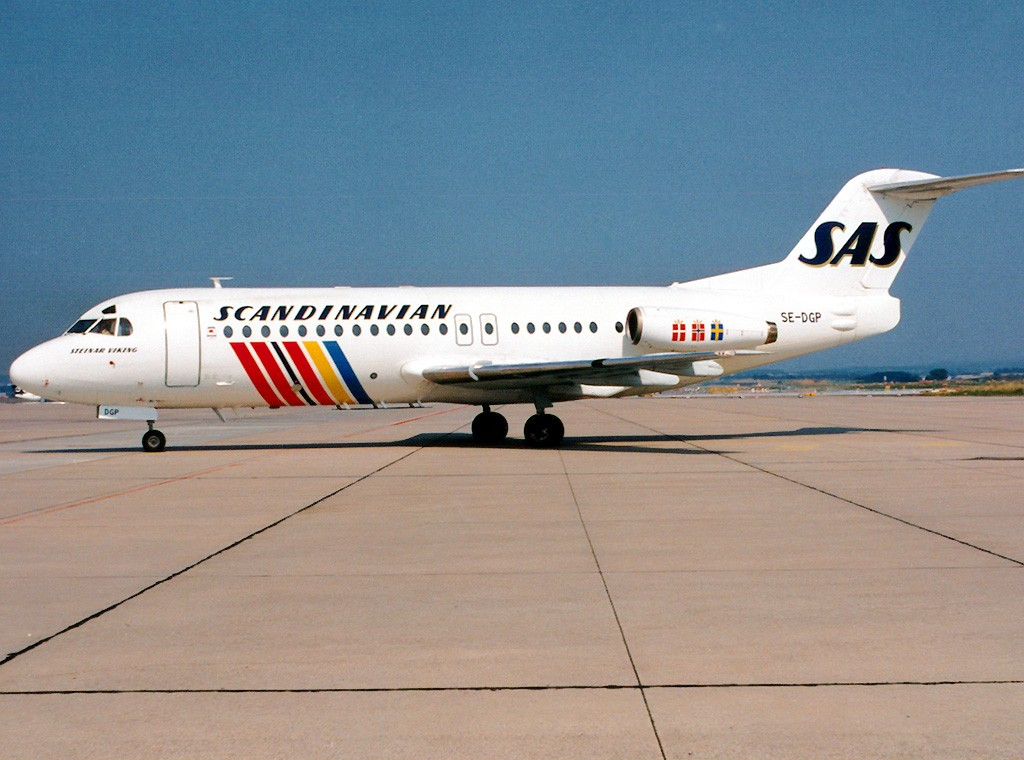
Eine Fokker F28-4000 der SAS

- Aerolíneas Argentinas
- Aero Peru
- Air Anglia
- Air Gabon
- Air Ivoire
- Air Mauritanie
- Air Namibia
- Air Nauru
- Air Niugini
- Air Ontario
- Air Tanzania
- Ansett Airlines of Australia
- Biman Bangladesh Airlines
- Braathens
- Burma Airways
- Canadian Regional Airlines
- Delta Air Transport
- East-West Airlines
- Garuda Indonesia
- Ghana Airways
- Iberia Líneas Aéreas de España
- Itavia
- KLM

- Linjeflyg
- Martinair
- Merpati
- Montenegro Airlines
- Nigeria Airways
- Pelita Air Service
- Quebecair
- Royal Swazi National Airways
- SAS Scandinavian Airlines
- TAME, Línea Aérea del Ecuador
- Turkish Airlines